# Dziewuliny

Dziewuliny [pronunciación en polaco: /d͡ʑevuˈlinɨ/] es un pueblo ubicado en el distrito administrativo de Gmina Grabica, dentro del condado de Piotrków, Voivodato de Łódź, en el centro de Polonia. Se encuentra a unos 6 kilómetros al oeste de Grabica, a 18 kilómetros al noroeste de Piotrków Trybunalski, y a 34 kilómetros al sur de la capital regional Łódź.